# NGC 5497
NGC 5497 is een balkspiraalstelsel in het sterrenbeeld Ossenhoeder. Het hemelobject werd op 11 mei 1882 ontdekt door de Franse astronoom Édouard Jean-Marie Stephan.

## Synoniemen
- UGC 9069
- MCG 7-29-48
- ZWG 219.54
- KUG 1408+391B
- PGC 50610